# Christie Park
Il Christie Park era uno stadio di Morecambe, in Inghilterra; vi giocava il Morecambe F.C.
Aveva una capienza di circa 6400 spettatori, ed era costituito da tre tribune scoperte e una coperta. Aperto nel 1921, fu demolito nel 2010 quando il Morecambe si trasferì alla Globe Arena.